# Behamb János Ferdinánd
Behamb János Ferdinánd, Johann Ferdinand Behamb (17. század) jogász, tanár.

## Élete
Pozsonyi származású, német ajkú evangélikus család gyermeke. Középiskoláit szülővárosában végezte, a bécsi és a strassbourgi egyetemen a jogot hallgatta. Az  evangélikus vallásról Linzben a katolikusra áttérvén, ott jogtudorrá lett és 1677-ben mint rendes tanár működött.

## Munkái
- Catena orbis. Viennae. 1668.
- Sciagraphia Struviana juris privati Lincii, 1672.
- Institutiones jurisprudentiae publicae et universalis reipublicae Rom. Germ. Uo. 1673.
- Tractatus de gestione pro haerede. Ratisbonae, 1674.
- Tractatus theoretico practicus juris privati. Uo. 1674.
- Notitia Hungariae antiquo-moderna Berneggeriana. Argentorati, 1676.
- Tractatus aulicus de titulis pomposis imperantium extraordinariis. Lincii, 1677.
- Ross-Tausch-Recht. Uo. 1878. (Ujabb kiadásai. Nürnberg, 1684., Frankfurt, 1707. és 1715., Augsburg, 1745.)
- De definitione dominii. Lincii, 1678.
- Argutiae juris civilis de natura dominii. Salisbacii, 1678. és Lincz, 1679.
- Argutiae juris civilis theoreticae, Uo. 1679. és Argentorati, 1692.
- Institutiones jurisprudentiae. Francofurti ad M. 1691. és Norimbergae, 1692.
- Miles delinquens. Viennae, 1692.